# نجمی فروهی
نجمی وثوقی یا نجمی فروهی (زادهٔ ۱۳۱۴ – رامهرمز) گوینده و صداپیشهٔ اهل ایران است. وی شخصیت برجستهٔ فرهنگی و مدیر «مؤسسه آموزشی فرح پهلوی» در یاخچی‌آباد تهران بود. این مجتمع بعد از انقلاب به «مجتمع آموزشی و پرورشی دکتر شریعتی» تغییر نام داد.

## زندگینامه
نجمی وثوقی (فروهی) در تئاترهای دانشکدهٔ ادبیات (دانشگاه تهران) و نمایش‌های برنامهٔ دوم رادیو بازی می‌کرد. وی فعالیت در زمینهٔ دوبلاژ را از سال ۱۳۳۵ آغاز کرد و گویندهٔ بسیاری از نقش‌های اول و دوم به‌جای رومی اشنایدر، بریژیت باردو، شرلی مک‌لین، هوپ لانگ، دایانا دورس، ریتا موره‌نو، کارول بیکر، کارول لینی، آن مارگرت، لی رمیک، دبورا کر، مرلین مونرو، تیپی هدرن، ناتالی وود، کیم نواک، نرگس، آذر حکمت شعار، فرانک میرقهاری، شهره آغداشلو، پروانه معصومی، قدسی کاشانی، نیلوفر، زری خوشکام، ویکتوریا، و... بوده است.
صدای نجمی فروهی به خوبی روی رومی اشنایدر به‌کار گرفته شده بود، به‌طوری که به عنوان گویندهٔ ثابت این هنرپیشه شناخته می‌شود. همچنین بهترین کارهایش را در دوبلهٔ اول «ایرما خوشگله» به‌جای شرلی مک‌لین و «داستان وست ساید» به‌جای ریتا موره‌نو می‌دانند.
در فیلم «سوته‌دلان» (ساختهٔ علی حاتمی) نقش اقدس (با بازی شهره آغداشلو) با صدای هنرمندانهٔ نجمی فروهی ماندگارتر شده است.
وی که کارشناسیهٔ زبان و ادبیات فارسی است، در ضمن فعالیت در دوبلاژ، به خدمات فرهنگی نیز اشتغال داشت و دبیر و مدیر مدارس تهران بود. وی «مؤسسه آموزشی فرح پهلوی» را در محلهٔ یاخچی‌آباد تهران تأسیس کرد و مدیریت این مجتمع را بر عهده داشت. این مؤسسه که در سال ۱۳۵۱ با حضور محمدرضا پهلوی و امیرعباس هویدا افتتاح شد، شامل كلیهٔ مقاطع تحصيلی از كودكستان، آمادگی، دبستان، متوسطه (راهنمایی) و دبيرستان بود. هوشنگ سیحون طراح بنای این مجتمع بوده است. این مجتمع بعد از انقلاب به «مجتمع آموزشی و پرورشی دکتر شریعتی» تغییر نام داد.
نجمی فروهی از بسیار سال‌های پیش در خارج از کشور به‌سر می‌برد.

## نقش‌های شاخص دوبله
| بازیگر                     | فیلم |
| -------------------------- | --- |
| رومی اشنایدر               | کوچولو (۱۹۵۷) کاتیا (۱۹۶۰) کاردینال (۱۹۶۳) همسایه خوب، سم (۱۹۶۴) تازه چه خبر پوسی‌کت؟ (۱۹۶۵) ۱۰:۳۰ بعد از ظهر تابستان (۱۹۶۶) استخر (۱۹۶۹) کی؟ (۱۹۷۰) سزار و رُزالی (۱۹۷۲) باران عشق (۱۹۷۴) عشق در درجهٔ بالا (۱۹۷۴)، در ایران: برّهٔ هار تفنگ کهنه (۱۹۷۵) |
| بریژیت باردو               | مسابقهٔ زیبایی (۱۹۵۶) لطفاً، حالا نه (۱۹۶۱)، در ایران: این طوق لعنتی دو هفته در سپتامبر (۱۹۶۷) شالاکو (۱۹۶۸) خرس‌ها و عروسک (۱۹۷۰) |
| مرلین مونرو                | رود بی‌بازگشت (۱۹۵۴) ایستگاه اتوبوس (۱۹۵۵) پرنس و دختر نمایش‌ (۱۹۵۷) |
| کیم نواک                   | پنج نفر علیه قمارخانه (۱۹۵۵) احمق مرا ببوس (۱۹۶۴) |
| کارول لینی                 | آخرین غروب (۱۹۶۱) زیر درخت یوم یوم (۱۹۶۳) |
| سوزانا یورک                | هفتمین سپیده‌دم (۱۹۶۴) کالیدوسکوپ (۱۹۶۶)، در ایران: زن و قمارباز |
| اینگرید برگمن              | اینترمتزو (۱۹۳۹)، در ایران: نغمهٔ عشق |
| جون فونتین                 | ربه‌کا (۱۹۴۰)، دوبله اول |
| جنیفر جونز                 | تصویر جنی (۱۹۴۸)، دوبله اول |
| پایپر لوری                 | شمشیر طلایی (۱۹۵۳)، در ایران: شمشیر سحرآمیز، دوبله اول |
| میروسلاوا                  | هیولای زنده شده (۱۹۵۳)، در ایران: فرانکشتاین |
| نادیا گری                  | زن‌ها اصلاً اهمیت نمی‌دهند (۱۹۵۴) |
| سوزان استراسبرگ            | پیک‌نیک (۱۹۵۵) |
| ویرجینیا گری گلوریا تالبوت | تمام رخصت‌های بهشت (۱۹۵۵)، در ایران: هرآنچه تقدیر من است |
| ناتالی وود                 | شورش بی‌دلیل (۱۹۵۵)، دوبله اول |
| فلیشیا فار                 | ۳:۱۰ به یوما (۱۹۵۷) |
| نرگس                       | مادر هند (۱۹۵۷)، دوبله اول |
| لی رمیک                    | تابستان گرم و طولانی (۱۹۵۸)، دوبله اول |
| کلیر بلوم                  | برادران کارامازوف (۱۹۵۸) |
| ریتا موره‌نو                | داستان وست ساید (۱۹۶۱) |
| هوپ لانگ                   | معجزهٔ سیب (۱۹۶۱)، دوبله اول |
| شرلی مک‌لین                 | ایرما خوشگله (۱۹۶۳)، دوبله اول |
| استفانی پاورز              | مک‌لین‌تاک! (۱۹۶۳) |
| دوروتی پرووین              | دنیای دیوانه، دیوانه، دیوانه، دیوانه (۱۹۶۳) |
| شرلی نایت                  | پرواز از آشیا (۱۹۶۴)، در ایران: پرواز عقاب‌ها |
| آن مارگرت                  | بچه سینسیناتی (۱۹۶۵)، در ایران: قمارباز سینسیناتی |
| کارول بیکر                 | آقای موسی (۱۹۶۵) |
| دالیا لاوی                 | جاسوسی با دماغ سرد (۱۹۶۶) |
| سوزان همپشایر              | شاهزادهٔ جنگ‌جوی اهل دونگال (۱۹۶۶) |
| تیپی هدرن                  | کنتسی از هنگ‌کنگ (۱۹۶۷) |
| لوری پیترز                 | به خاطر عشق آیوی (۱۹۶۸)، در ایران: به خاطر عشق یک سیاه |
| ایلونا راجرز               | نمک و فلفل (۱۹۶۸) |
| سیدنی رم                   | زنده یا ترجیحاً مرده (۱۹۶۹)، در ایران: تک‌خال و جوکر |
| نیلوفر                     | من هم گریه کردم (۱۳۴۷) ببر مازندران (۱۳۴۷) مرد روز (۱۳۴۷) |
| هاله                       | دلهره (۱۳۴۱) |
| قدسی کاشانی                | ضربت (۱۳۴۳) |
| گیسو                       | موطلایی شهر ما (۱۳۴۴) |
| فرانک میرقهاری             | شارلاتان (۱۳۴۵) |
| ویکتوریا                   | قاتلین هم می‌گریند (۱۳۴۸) |
| لی‌لی                       | از یاد رفته (۱۳۴۹) |
| سحر                        | دل‌های بی‌آرام (۱۳۵۰) |
| پروانه معصومی              | بی‌تا (۱۳۵۱) |
| زری خوشکام                 | سلطان صاحبقران (۱۳۵۴) |
| نوری کسرایی                | سه نفر روی خط (۱۳۵۵) |
| شهره آغداشلو               | سوته‌دلان (۱۳۵۶) |

## بازیگری تئاتر
- نمایش «سوءظن»، ۱۳۳۶، دانشگاه تهران (همراه با بیژن مفید و پرویز بهرام)